# Apleria setaria
Apleria setaria là một loài bướm đêm trong họ Geometridae.